# Henri Scolari
Henri Scolari, né le 25 septembre 1923 à Genève et mort le 23 décembre 2011 à Lausanne, est un compositeur et musicien vaudois.

## Biographie
Né à Genève le 25 septembre 1923, Henri Scolari commence ses études musicales dans sa ville natale. De 1938 à 1940, il est inscrit à l'École des Beaux-arts de Genève. De 1942 à 1944, il suit des cours de direction d'orchestre avec Samuel Beaud-Bovy au Conservatoire de Genève. Un séjour à Paris de 1946 à 1947 lui permet un échange fructueux avec Georges Migot, Arthur Honegger, René Leibowitz et Henri Pousseur.
De 1943 à 1958, Henri Scolari est directeur musical de l'École de ballet Ulysse Bolle à Genève et enseigne l'improvisation au Lycée musical de Genève. En 1958, il est nommé responsable de la section expérimentale du laboratoire de phonologie du Studio de musique contemporaine de Genève. Il y effectue des premières recherches dans le domaine de la musique concrète et de la musique électronique. En 1962, il s'établit à Lausanne. De 1962 à 1986, il est régisseur musical à la Radio suisse romande et, de 1982 à 1986, également producteur responsable des programmes radiophoniques de l'Orchestre de chambre de Lausanne. En 1986, il crée son propre studio de recherche sonore et de composition assistée par ordinateur. En 1988, il est nommé expert général au Conservatoire de Lausanne. Henri Scolari est président du groupement lausannois de la Société internationale de musique contemporaine (SIMC) de 1980 à 1989.
Son œuvre musicale laisse déceler, de l'aveu même du compositeur, plusieurs étapes bien distinctes : tout d'abord les œuvres de jeunesse précédant la cantate Le christ voilé, première véritable œuvre dodécaphonique de son auteur. Puis suit une période au cours de laquelle divers travaux de type fonctionnel (musique de film, contributions radiophoniques) côtoient des œuvres essentielles telles que Mutations, les Stéréosymphonies, Intégration, Arghoul et les Concerti pour flûte et violoncelle. Enfin, depuis 1987, en dehors d'un Quatuor à cordes créé par le Quatuor Sine Nomine en 1988 et d'une pièce pour marimba et bande magnétique, Henri Scolari se voue exclusivement à la musique électronique. En 1993, la Bibliothèque cantonale et universitaire de Lausanne publie le catalogue de ses œuvres.
Henri Scolari décède après une longue maladie le 23 décembre 2011 à Lausanne.

## Sources
- « Henri Scolari », sur la base de données des personnalités vaudoises sur la plateforme « Patrinum » de la Bibliothèque cantonale et universitaire de Lausanne.
- Jean-François Antonioli, "Avant-propos", in: Jean-Louis Matthey, Henri Scolari. Catalogue des œuvres, Lausanne, Bibliothèque cantonale et universitaire, 1993, p. 9-11
- Compositeurs suisses de notre temps, Winterthur, Amadeus, 1993, p. 371–372
- Verena Monnier, « Ich bin frei, daher lege ich mich in Ketten », nécrologie avec photographie, in Revue musicale Suisse, no 2 / février 2012, p. 20-21.